# Trachylepis loluiensis
Espèce
Statut de conservation UICN

 VU D2 : Vulnérable
Trachylepis loluiensis est une espèce de sauriens de la famille des Scincidae.

## Répartition
Cette espèce est endémique d'Ouganda.

## Étymologie
Son nom d'espèce, composé de lolui et du suffixe latin -ensis, « qui vit dans, qui habite », lui a été donné en référence au lieu de sa découverte : l'île de Lolui.

## Publication originale
- Kingdon & Spawls, 2010 : A new gregarious species of Trachylepis (Reptilia: Sauria: Scincidae) from Lolui Island, Lake Victoria, Uganda, with a key to Ugandan Trachylepis. African Journal of Herpetology, vol. 59, no 2, p. 123-132.